# SN 2006qs
SN 2006qs – supernowa typu Ia odkryta 10 października 2006 roku w galaktyce A003327+1153. Jej maksymalna jasność wynosiła 19,83m.